# Danimarca ai Giochi della V Olimpiade
La Danimarca partecipò ai Giochi della V Olimpiade che si sono svolti a Stoccolma dal 5 maggio al 27 luglio 1912, con una delegazione di 152 atleti impegnati in tredici discipline.

## Medaglie
| Medaglia | Atleta    | Sport  | Evento          |
| -------- | --------- | ------ | --------------- |
| Argento  | Danimarca | Calcio | Torneo maschile |

## Risultati

### Calcio
| Atleta | Classifica |                      |
| --- | --- | -------------------- |
| V · D · M Nazionale danese · Calcio ai Giochi Olimpici Estivi 1912 P Drescher · P S. Hansen · D Buchwald · D Castella · D H. Hansen · C Berth · C Dyrberg · C Jørgensen · C Lykke · C Malmqvist · C Middelboe · A Christoffersen · A Morville · A P. Nielsen · A S. Nielsen · A O. Nielsen · A Olsen · A Petersen · A Thufason · A Wolfhagen · CT : Østrup | Argento |                      |
| Nazionale danese · Calcio ai Giochi Olimpici Estivi 1912 | |                      |
| P Drescher · P S. Hansen · D Buchwald · D Castella · D H. Hansen · C Berth · C Dyrberg · C Jørgensen · C Lykke · C Malmqvist · C Middelboe · A Christoffersen · A Morville · A P. Nielsen · A S. Nielsen · A O. Nielsen · A Olsen · A Petersen · A Thufason · A Wolfhagen · CT: Østrup                                                                     | P Drescher · P S. Hansen · D Buchwald · D Castella · D H. Hansen · C Berth · C Dyrberg · C Jørgensen · C Lykke · C Malmqvist · C Middelboe · A Christoffersen · A Morville · A P. Nielsen · A S. Nielsen · A O. Nielsen · A Olsen · A Petersen · A Thufason · A Wolfhagen · CT: Østrup | Danimarca (bandiera) |